# 大然文化
大然文化是台灣曾經存在的出版社，曾與東立出版社並列為台灣前兩大漫畫出版社，主要代理日本漫畫的台灣中文版。全盛時期，每月出版高達數十集漫畫。大然文化於2003年3月31日倒閉，原旗下代理的漫畫陸續由東立、青文、尖端等出版社接手；由於翻譯等的版權問題，大多數的作品與角色因此易名。

## 歷史

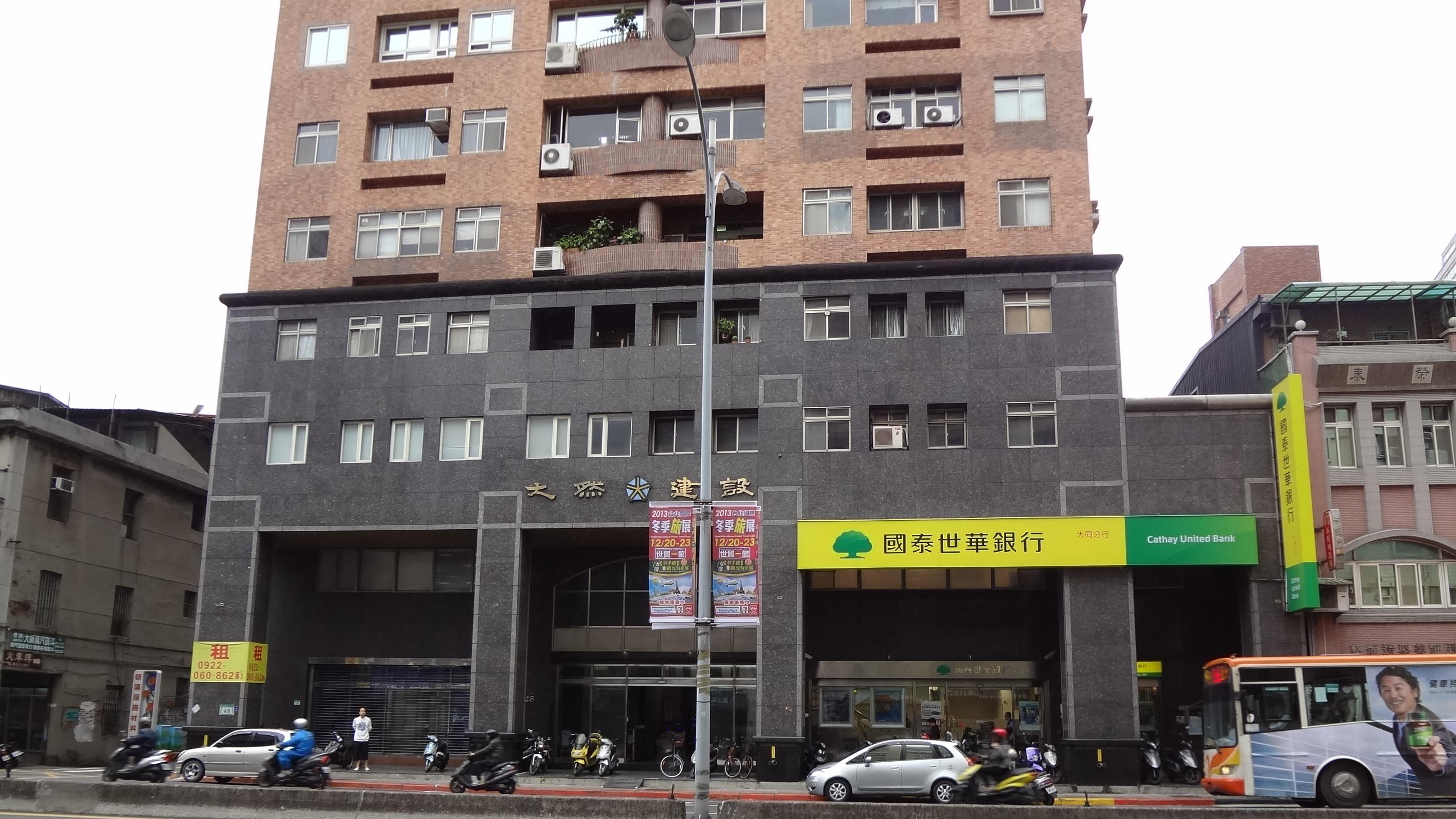
大然末代總部所在的「寶鑽大樓」

- 1974年1月9日，「大然伊士曼彩色印刷股份有限公司」成立「伊士曼小咪出版社」，當時大然伊士曼彩色印刷創辦人呂進發之子呂墩建就讀東吳大學日間部二年級。
- 1979年，伊士曼小咪出版社發行台灣第一本漫畫雜誌《小咪漫畫周刊》，之後設立「小咪漫畫新人獎」，游素蘭、高永、林政德、阿推、張靜美、周顯宗……等台灣漫畫家藉此出道。
- 1988年，「大然文化事業股份有限公司」正式成立；大然文化第一代總部設於臺北縣三重市光復路一段130巷1號，與大然伊士曼彩色印刷總部地址相同。
- 1989年，大然文化首創除了販售漫畫書外，另於台北市天母西路三號(今「天母國際大樓」)1之64-66開設專門銷售沾水筆、漫畫原稿紙、網點等漫畫工具的「漫畫便利屋」[4]，全盛時期在全台共開設22家門市。在這之前，除了漫畫的中盤商與通路商以外，並無所謂的「漫畫專賣店」。
- 1989年7月，《先鋒動畫》創刊。
- 1992年，大然取得日本各家出版社授權發行中文版日本漫畫：
  1. 大然陸續代理出版《聖鬥士星矢》、《千面女郎》、《灌籃高手》、《JOJO冒險野郎》……等。在未取得授權前，曾以「金歡樂」、「歡樂族」等名義發行。
  2. 大然全盛時期，每月印刷量150萬冊，員工200多人，成為台灣第一大的漫畫類出版社。
- 1992年9月17日，《熱門少年TOP》周刊創刊[5]。鄭國興曾任《熱門少年TOP》總編輯。
- 至2003年，大然投資失利（誘騙國內中盤商與通路商投資，藉以吸金[6]）、裁員傳聞不斷，《熱門少年TOP》等暢銷雜誌停刊，日本白泉社、集英社、講談社、小學館等出版社陸續終止授權。
- 2003年5月，《熱門少年TOP》停刊。
- 2004年4月29日，法務部調查局臺北市調查處搜索大然總部、相關印刷廠、經銷商等處，查扣7萬多本盜版漫畫；2004年4月30日，呂墩建及其妻張靚菡澄清「絕無盜印」，呂墩建說，這次被查扣的書籍1千多本、沒有外界所說的5層樓高，很多漫畫書都不齊、故不可能販售，「這些漫畫都是有版權爭議的庫存書，所謂『爭議』就是『日方說版權終止，我方說沒終止，雙方訴諸司法中』」；對於大然從盛而衰，呂墩建自認太理想化才落得風風雨雨，雖然曾賺錢，但是給日方的版權費就達新臺幣30億元，「我雖然落魄，但我並沒有躲起來」[7]。案件於2005年偵查終結，臺北地檢署將呂墩建、張靚菡及長倫彩色印刷負責人林明何等人依違反《著作權法》起訴[8]。

## 業務往來
- 白泉社
- 集英社

《熱門少年TOP》周刊（為《週刊少年JUMP》的部份連載）
- 講談社
- 小學館

《無限少年MAX》周刊（為《週刊少年Sunday》的部份連載）
- 新書館

## 因大然文化倒閉而改名的漫畫作品
版權交替之出版社
| - 東立出版社： - 海賊王→航海王 - 棋靈王→棋魂 - JoJo冒險野郎→JoJo的奇妙冒險 - 教頭當家→菜鳥總動員 - 幻影天使→魔法水果籃 - 闇河魅影→赤河戀影 - 偷偷愛著你→花樣少年少女 - 毒伯爵該隱→毒藥伯爵 - 愛上壞壞的死神→闇之末裔 - 東京天使保鑣→東京瘋狂天堂 - 守護女神月天→守護月天 - 替身天使→P.A.替身女孩 - 影后之舞→星光伴我心 - 深情安琪兒→青蘋果迷宮 - 芭蕾娃娃→另一個傀儡娃娃 - 花冠安琪兒→花冠美人 - 長鴻出版社： - 草莓100%→100%的草莓 - 夢幻學園→蒲公英之戀 - 禁忌的戀人→烈愛罪人 - 東京茱麗葉→東京灰姑娘 - 初戀→初戀的悸動 - 我家小妹→公主小妹 - 魔光迷影→不思議的RIN - 女市長事件簿→市長遠山京香 - 桃色面具→假面淑女 - 千一夜之鍵→千一夜物語 | - 青文出版社： - 我愛芳隣→ROUGH物語 - H2－好逑雙物語→H2 和你在一起的日子 - 尖端出版： - BASTARD!! －暗黑的破壞神－→BASTARD!! －暗黑破壞神－ - 天才寶貝→家有天才寶貝 - 戀愛心情天→戀愛小魔女 - 橘子醬男孩→桔子醬男孩 - 薄荷關係→薄荷戀曲 - 小鰍的憂鬱→忍者少女的煩惱 - I·O·N－依音→愛情魔法I·O·N - 滿月美眉→尋找滿月 - 玩偶遊戲→孩子們的遊戲 - 寶貝★★我愛你→愛你★★寶貝 - 檸檬汽水酸甜甜→我們的旅程 - 愛情通關密語→撞球寶貝 - 芳鄰同盟會→芳鄰物語 - 愛情火辣辣→愛上了火 - 快感♥指令→超快感指令 - 惡魔愛神→處女危機 - 夢幻遊戲→幻夢遊戲 - 夢幻天女→幻夢天女 - 魔法愛麗絲→魔幻愛莉絲 - 魔力小馬→潮與虎 - 天草X→天草物語 - 白色圓舞曲→白色華爾茲 - 白木蘭圓舞曲→深情白木蘭 - 迷情佳人→尋找公主 |